# Pimelodella wesselii
Pimelodella wesselii är en fiskart som först beskrevs av Steindachner, 1877.  Pimelodella wesselii ingår i släktet Pimelodella och familjen Heptapteridae. Inga underarter finns listade i Catalogue of Life.